# Anna Jamróz
Anna Jamróz-Szadaj (ur. 4 sierpnia 1988 w Gdyni) – polska modelka i polityk, Miss Polski 2009.
Uzyskała również tytuły: Miss Ziemi Pomorskiej 2009, Miss Open Hair, Top 16 Miss World 2009, Miss Supranational Europe 2010 i Top 10 Miss Oriental Tourism 2012.
Po złożeniu rezygnacji Grzegorza Szalewskiego w 2012 objęła funkcję radnej powiatu wejherowskiego z listy KWW Wspólny Powiat. W roku 2014 ponownie uzyskała mandat radnej i została Przewodniczącą Komisji Rewizyjnej Rady Powiatu Wejherowskiego. Reelekcję uzyskała również w 2018 oraz w 2024 roku.
Mieszka w Rumi, gdzie ukończyła I Liceum Ogólnokształcące. Jest absolwentką Wydziału Prawa i Administracji na Uniwersytecie Gdańskim.